# تشاي سونغ-باي
تشاي سونغ-باي (مواليد 16 ديسمبر 1968) هو ملاكم كوري جنوبي، مثّل بلاده في الألعاب الأولمبية الصيفية 1992.

## روابط خارجية
تشاي سونغ-باي على موقع أوليمبيديا (الإنجليزية)